# Doug Carn
Doug Carn, auch Abdul Rahim Ibrahim, (* 14. Juli 1948 in New York City) ist ein US-amerikanischer Jazz-Organist, Komponist und Multi-Instrumentalist. Er gilt mit einer Reihe von Alben Anfang der 1970er Jahre als ein früher Vertreter des Spiritual Jazz, verbunden mit einer Revival-Strömung Ende der 2010er Jahre.

## Leben
Carn wuchs in St. Augustine (Florida) auf, wo seine Mutter Gwendolyn Seniors Carn Musik im St. Johns County Public School System unterrichtete. Seine Mutter war auch seine erste Lehrerin. Er erhielt Klavierunterricht ab fünf Jahren und wechselte mit acht Jahren auf das Altsaxophon. Sein Onkel Bill Seniors war Jazzfan und DJ und machte ihn früh mit dem Jazz der späten 1940er und frühen 1950er Jahre vertraut (Bebop). Als Teenager bildete er eine Band The NuTones (neben Jazz vor allem Rhythm & Blues, Rock & Roll bei Tanzveranstaltungen in Florida und dem Südosten Georgias) und war außerdem Organist in seiner Kirche (African Methodist Episcopal Church, 11. Episkopaler Distrikt). In der High School brachte er sich autodidaktisch die gängigen Band-Instrumente bei, die er an Sonntagen in der Schule erprobte, bis er sie in den Haupttonarten spielen konnte. Nachdem er auf der High School Oboe erlernt hatte, erhielt er ein volles Stipendium für die Jacksonville University, in der er auch 1982 Vorlesungen im Jazz Studies Department hielt. Er war auf seiner High School beim Abschluss Jahrgangsbester (Valedictorian) und erhielt auch ein volles Stipendium der United States Air Force Academy, das er aber zugunsten der Musik ausschlug. Als Musiker spezialisierte er sich auf die Hammondorgel, im Lauf der 1970er Jahre erweitert um verschiedene Synthesizer. 1969 erschien sein Debütalbum Anfang The Doug Carn Trio bei Savoy Records. Anfang der 1970er Jahre nahm er mit seiner damaligen Ehefrau Jean Carn (geborene Sarah Jean Perkins) als Sängerin (sie hat einen Stimmumfang von fünf Oktaven) eine Reihe von spirituell beeinflussten Alben auf, in denen er neben Eigenkompositionen auch Jazzstandards mit neuen spirituellen Texten versah. Darunter waren Infant Eyes (1971), Spirit of the New Land (1972) und Revelation (1973). Die Heirat erfolgte 1969 und das Paar zog damals nach Südkalifornien, wo Carn in einem Appartementhaus wohnte mit Musikern von Earth, Wind and Fire als Nachbarn. Das Paar trug 1971 zu den ersten beiden Alben von Earth, Wind and Fire bei Warner Brothers bei. Musikalisch war Carn damals von Horace Silver, John Coltrane und Wayne Shorter beeinflusst. Er leitete als Organist ein Trio in Los Angeles und war Schüler des Organisten Larry Young. Damals erschienen seine Alben bei der Black Jazz Company von Gene Russell und wurden später neu aufgelegt bei Real Gone Music. Russell waren neben seiner musikalischen Vielseitigkeit beeindruckten ihn vor allem dessen lyrische Adaptationen verschiedener (heutiger) Jazzklassiker, damals zeitgenössischer Musik wie A Love Supreme von John Coltrane, Little B's Poem von Bobby Hutcherson oder Peace von Horace Silver. Die Alben verschafften ihm Aufmerksamkeit und führten zu einem Auftritt in der Carnegie Hall und im Village Vanguard in New York City. 1974 trennte sich das Paar, das eine gemeinsame Tochter hat. Im selben Jahr erschien sein erfolgreiches Album Adam`s Apple (Black Jazz), das er ohne seine Ehefrau aufnahm, und er spielte auf As Serious as a Heart-Attack (1974) von Melvin Van Peebles. Damalige Kritiker wie Pete Welding in Downbeat registrierten auch seine Fähigkeiten als geschickter Arrangeur (speziell für Bläser und Gesang, insbesondere seiner Ehefrau Jean Carn) mit solider Kenntnis des Bebop.
Nach seiner Konversion zum Islam 1977 nahm er unter dem Namen Abdul Rahim Ibrahim auf, so das Live-Album Al Rahmani! Cry of the Floridian Tropic Son (1977, auf seinem Label Tablighi Records). In den 1980er Jahren konzentrierte er sich auf Projekte zur kulturellen Wiederbelebung in seiner Heimatstadt St. Augustine.  Gelegentlich spielte er und nahm er als Sideman auf (u. a. Stanley Turrentine, Hank Crawford, Charlie Rouse, Junior Cook, Nat Adderley, dem Sänger Terri Davis, mit dem er tourte und 1990 ein Album aufnahm). 1995 erschien nach langer Zeit ein neues Album unter eigener Leitung In a Mellow Tone (Lighthouse Records).
Seine Musik der 1970er Jahre erlebte 1996 neue Aufmerksamkeit dank einiger Reissue-Kompilationen von Soul Jazz/Universal Sound (Higher Ground: The Best of Black Jazz Records 1971–1976, The Best of Doug Carn). Carn tourte darauf in Großbritannien und dem übrigen Europa. 1997 war er einer der vier Organisten von Essence All Stars auf dem Album Bongobop (Hip Bop Essence) neben Joey DeFrancesco, Dr. Lonnie Smith und  Reuben Wilson. 2001 nahm er auf dem kurzzeitig wiederbelebten Label Black Jazz das Album A New Incentive „Firm Roots“ auf. 2005 spielte er Klavier auf Keep it Simple von Curtis Fuller, war 2010 Sideman auf dem Tribut-Album zu Tony Williams’ Lifetime des Schlagzeugers Cindy Blackman (Another Lifetime) und er war in der Miles Davis Tributband des Trompeters Wallace Roney.
Ende der 1990er und Anfang der 2000er Jahre hatte er den Adagio Jazz Club in Savannah in Georgia. Ab Anfang der 2010er Jahre tourte er auch wieder mit Jean Carn als Sängerin. Außerdem spielte er mit einem eigenen Quartett (Doug Carn & the West Coast Organ Band), mit dem er die Alben My Spirit (Doodlin 2015) und Free All (Doodlin 2018) aufnahm. 2018 trat er auf dem Memorial Concert für Aretha Franklin in Detroit auf. Seine Musik erlebte ein Revival auch dank dem Interesse jüngerer Musiker. So arbeitete er 2020 mit den Multiinstrumentalisten und Produzenten des Jazz-Funk und Hip-Hop Adrian Younge und Ali Shaheed Muhammad zusammen und nahm in ihrer Reihe Jazz Is Dead 5 auf.
Er ist lizenzierter Pilot.